# جميانة
جميانة أحد القرى المصرية بمحافظه الدقهليه تابعه لمركز بلقاس لها سمعة تاريخية. وهي بلد سياحية.جميانه هو الاسم المشهور والاسم الحقيقي(دميانه)ومشهوره ايضاببلقاس خامس  ترجع تسميتها إلى القديسة المصرية دميانة. فيها دير من أقدم الاديرة في مصر بناه والد دميانة الذي كان وإلى على منطقة البرلس قتلها الرومان هي واربعين بنت معاها راهبات. جدد البناء الملكة هيلانة ام الملك دقلديانوس ولها احتفال سنوي يقصدة المسيحين من شتي بقاع مصر